# 睡眠性交症
睡眠性交症（英語：sleep sex）是一種患者在睡眠中進行性行為的症狀，属于睡眠異常。在一些極端案例中，睡眠性交症會導致性騷擾甚至強姦的發生。這種病症發現時間並不長，但已經引發了數起案件。

## 病因與治療
睡眠性交症可能與夢遊症、睡眠呼吸中止症、夢驚和尿床並發，原因可能是生活壓力過大、睡眠剝奪或酗酒、滥用药品等。 這種病症在患者獨處時也許看不出來，但可能會因在睡眠中接觸床伴而觸發。實際上患者本人未必知道自己患有這種病症。氯硝西泮可用來治療此症。

## 歷史
關於睡眠性交症的第一份研究由多倫多大學和渥太華大學的三位研究人員發表于1996年。1998年美國的一名神經學家大衛·索爾·羅森菲爾德（David Saul Rosenfeld）報道了來自洛杉磯地區的、美國最早的睡眠性交症（當時稱為“sleepsex”）案例。醫學上所用的術語“sexsomnia”由科林·夏皮羅（Colin Shapiro）于2003年6月的一個病例中首次使用。

## 擴展閱讀
- Mangan, Michael A.; Reips, Ulf-Dietrich. . Behavior Research Methods. 2007-05, 39 (2): 233–236. ISSN 1554-351X. PMID 17695349. doi:10.3758/BF03193152 （英语）.
- Stanford Sleep Experts Treat Medical Condition Behind Violent "Sleep Sex" （页面存档备份，存于）
- Sleepwalkers who have "sex sleep" （页面存档备份，存于） – BBC
- Mangan, Michael A. . Archives of Sexual Behavior. 2004-06, 33 (3): 287–293. ISSN 0004-0002. PMID 15129047. doi:10.1023/B:ASEB.0000026628.95803.98 （英语）.
- Schenck, Carlos H.; Arnulf, Isabelle; Mahowald, Mark W. . Sleep. 2007-06, 30 (6): 683–702  [2022-11-17]. ISSN 1550-9109. PMC 1978350 . PMID 17580590. doi:10.1093/sleep/30.6.683. （原始内容存档于2022-06-15） （英语）.